# 大田部足人
大田部 足人（おおたべ の たりひと、生没年不詳）は、奈良時代の防人。

## 経歴・人物
下総国千葉郡の人物。天平勝宝7歳（755年）2月、防人として筑紫に派遣された際に詠んだ歌が『万葉集』に1首入集。

## 歌
- 千葉の野の 児手柏の ほほまれど あやに愛しみ 置きて高来ぬ[2]